# Johann Christian Eberle

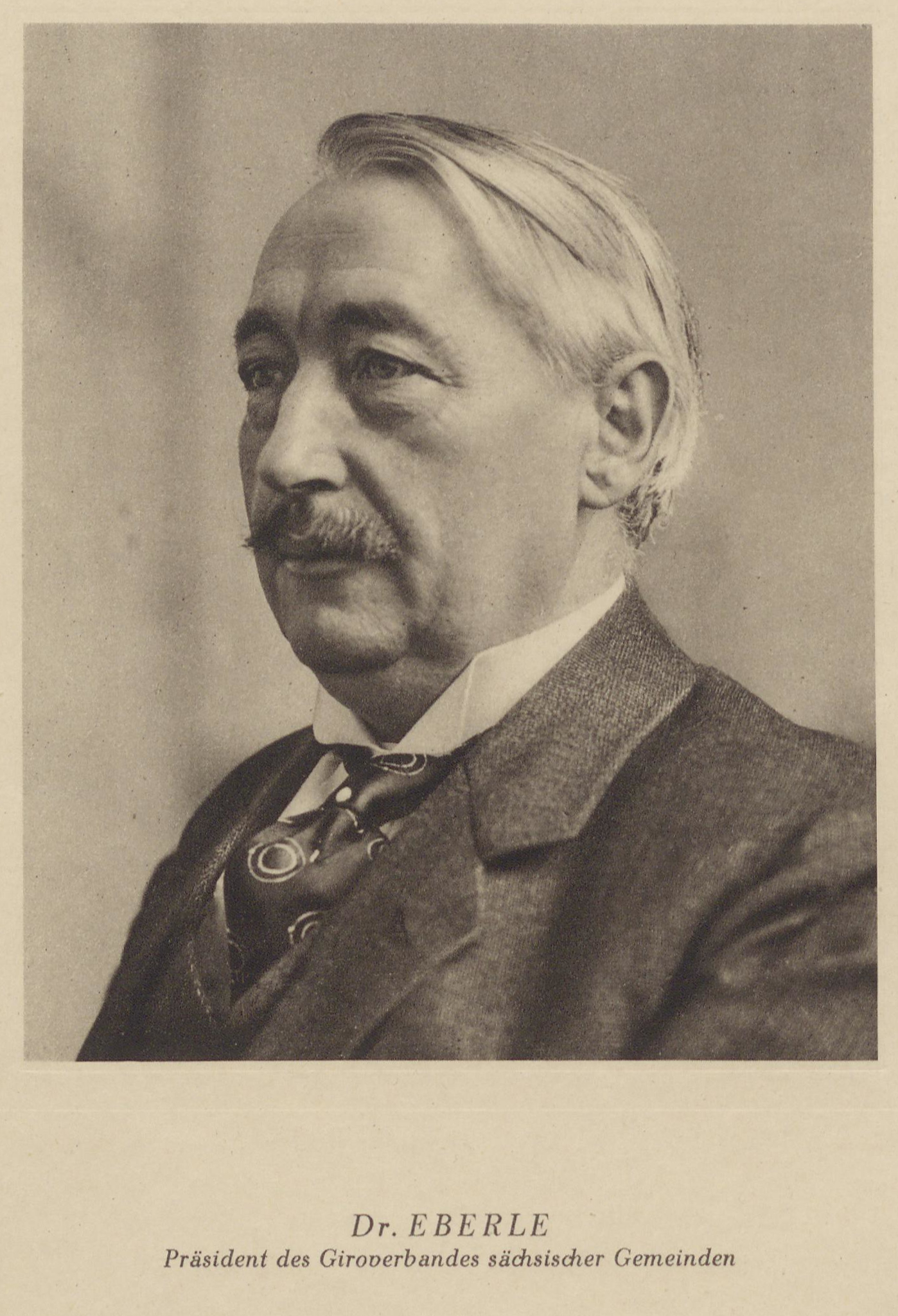
„Dr. Eberle, Präsident des Giroverbands sächsischer Gemeinden“, 1920er Jahre

Johann Christian Eberle (* 3. Mai 1869 in Laumersheim; † 7. Dezember 1937 in Dresden) gilt als die bedeutendste Persönlichkeit in der Geschichte der deutschen Sparkassen. Er führte 1908 in Sachsen den bargeldlosen Zahlungsverkehr ein und schuf damit die Grundlage für die Entwicklung der Institute und Verbände zur heutigen Sparkassen-Finanzgruppe.

## Familie, Ausbildung und Beruf
Eberle wurde als fünftes und letztes Kind einer alteingesessenen pfälzischen Bauernfamilie geboren, das Geburtshaus in Laumersheim samt Inschrift ist erhalten. Er besuchte das Progymnasium Grünstadt. Ab 1889 studierte er Rechts- und Staatswissenschaften sowie Philosophie und Volkswirtschaft in Heidelberg, München und Leipzig. 1896 promoviert, wurde er Ratsassessor in der Stadtverwaltung Leipzig. Dort oblagen ihm hauptsächlich die städtischen Klär- und Schleusenanlagen, der städtische Grundbesitz sowie die Sparkassenverwaltung.

## Laufbahn

### Sparkassenwesen
Von 1898 bis 1919 war Eberle Bürgermeister von Nossen und damit laut Satzung der Stadt Vorsitzender der städtischen Sparkassen. Neben der Weiterentwicklung der Sparkassen setzte er sich für die Ansiedlung von Unternehmern in der Stadt ein. Die Wirtschaftskrise des Jahres 1907 gab einen Anstoß zur Einführung des bargeldlosen Zahlungsverkehrs, um die Geldversorgung der Wirtschaft unabhängiger vom Bargeld zu gestalten. Eberle hatte die Vorteile eines sparkasseneigenen, geschlossenen Zahlungsverkehrsnetzes erkannt und die Gründung von Girozentralen als zentrale Verrechnungsstelle in jedem Land Preußens vorgeschlagen. Auf Eberles Initiative hin kam es am 5. Oktober 1908 zur Gründung des Giroverbandes Sächsischer Gemeinden mit 151 Mitgliedern, der eigentliche Giroverkehr begann am 2. Januar 1909 mit der ersten deutschen Girozentrale, die in Dresden den Giroverkehr für 143 Girokassen aufnahm. Dabei handelte es sich nicht nur um den ersten Giroverband deutscher Sparkassen überhaupt, sondern die Aufnahme des Giroverkehrs in Sachsen war auch wegweisend für die Entwicklung der Sparkassenorganisation. In der Folge gründeten sich weitere Giroverbände, und am 26. Oktober 1916 schlossen sich 12 Giroverbände zum „Deutschen Zentral-Giroverband“ zusammen. Seit 1910 stieg die Bedeutung der Zahlungsverkehrsfunktion für Landesbanken, da sie zur zentralen Verrechnungsstelle bei der Beschleunigung des bargeldlosen Zahlungsverkehrs wurden.
In Sachsen initiierte Eberle weitere Verbandsgründungen: Kreditanstalt Sächsischer Gemeinden (KSG, gegr. 1916), Öffentliche Versicherungsanstalt Sachsen (ÖVA, gegr. 1919), Landesbausparkasse Sachsen (LBS, gegr. 1928) sowie von 1923 bis 1928 65 Haftungsgenossenschaften sächsischer Girokassen. Am Ende der 1920er Jahre stand Eberle nicht nur den Gremien der fünf sächsischen Zweckverbände der Sparkassenorganisation vor, sondern bekleidete darüber hinaus das Amt des stellvertretenden Vorsitzenden der Chemnitzer Girobank KG und eines Aufsichtsratsmitglieds der Industriewerke AG Plauen/Vogtland.
1916 war Eberle maßgeblich am Zusammenschluss der nach sächsischem Vorbild in anderen Teilen des Reichs gegründeten Giroverbände zum Deutschen Zentral-Giroverband beteiligt. 1918 rief er zusammen mit anderen die Deutsche Girozentrale (DGZ) ins Leben, die sich 1924 an der Gründung der Zentropa beteiligte, der Zentraleuropäischen Versicherungsbank AG in Berlin. Als Höhepunkt seiner reichsweiten Aktivitäten leitete er zusammen mit Ernst Kleiner die 1924 erfolgte Gründung des Deutschen Sparkassen- und Giroverbands ein, dem er bis zu seinem Tod als stellvertretender Vorstandsvorsitzender angehörte. Daneben publizierte er zahlreiche Schriften zum Sparkassenwesen.

### Mittelstandsförderung
Neben seinem Engagement für die Sparkassen war Eberle in die sächsische Mittelstandspolitik involviert. 1909 bis 1916 war er im Vorstand der Mittelstandsvereinigung im Königreich Sachsen, einer konservativen Interessenvertretung von Handwerkern und mittelständischen Unternehmern, die vor dem und während des Ersten Weltkriegs ihren Zenit hatte. Im Auftrag der Mittelstandsvereinigung leitete er von 1913 bis 1916 in Leipzig das von ihm 1909 mitbegründete Submissionsamt, ein Dienstleistungszentrum für mittelständische Gewerbetreibende, welches Handwerker bei der Angebotsabgabe auf öffentliche Ausschreibungen beriet sowie die Gründung von Lieferungsverbänden anregte und betreute. 1912 bis 1931 stand er außerdem dem Reichsdeutschen Mittelstandsverband vor, der drei große Reichsdeutsche Mittelstandstage abhielt, nach dem Ersten Weltkrieg aber kaum mehr öffentlich in Erscheinung trat.

### Sächsischer Landtag

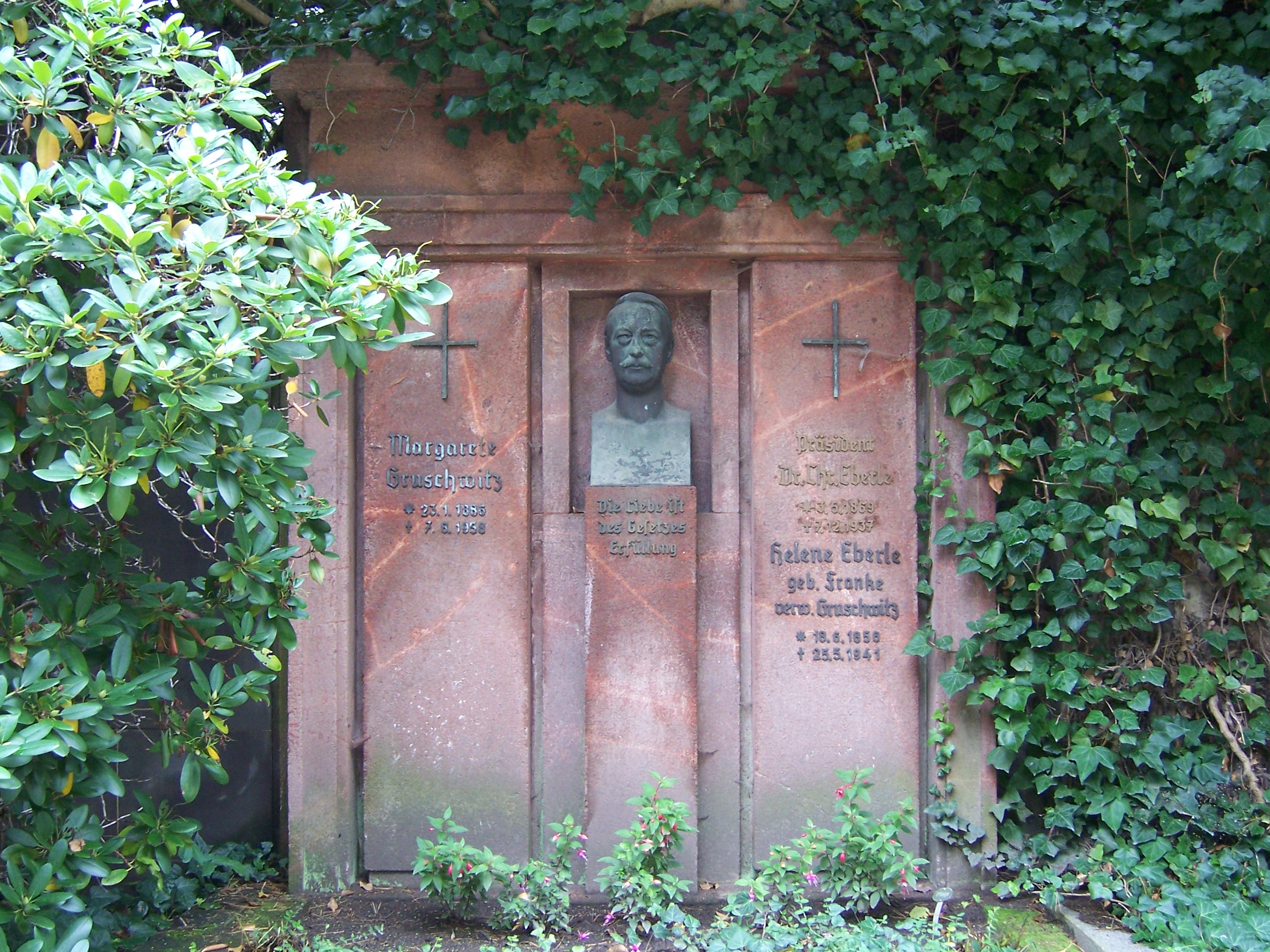
Grab von Johann Christian Eberle auf dem Johannisfriedhof in Dresden

Nachdem Eberle 1909 mit seinem Ziel scheiterte, als Abgeordneter in den Sächsischen Landtag gewählt zu werden, wurde er 1917 Mitglied der Deutschen Vaterlandspartei. Dort traf er auf Wolfgang Kapp, mit dem er bereits vor dem Ersten Weltkrieg Ideen bezüglich einer Versicherungsanstalt entwickelt hatte. Nachdem die Deutsche Vaterlandspartei 1918 in der Deutschnationalen Volkspartei aufgegangen war, kandidierte Eberle 1920 erneut und diesmal erfolgreich für den Sächsischen Landtag, dem er von 1920 bis 1930 als Abgeordneter der DNVP angehörte. Von 1928 bis zu seinem Ausscheiden aus dem Landtag 1930 war er Fraktionsvorsitzender.

## Bedeutung
Eberle versuchte über drei Jahrzehnte hinweg, die Sparkassen als eigenverantwortliche Körperschaften im Sinne der kommunalen Selbstverwaltung zu gestalten. Seine Motivation, den gewerblichen Mittelstand mit Hilfe der Sparkassen zu fördern und dabei wirtschaftsethische Grundsätze zu beachten, zog er, ähnlich wie Friedrich Wilhelm Raiffeisen, aus seinem starken protestantischen Glauben.
Ab 1933 wollte er die Sparkassen dem nationalsozialistischen System nutzbar machen, nachdem er der demokratischen Weimarer Republik und Reformen aus dieser Zeit skeptisch gegenübergestanden hatte. Zu spät erkannte er jedoch den wahren Charakter und die Unnachgiebigkeit des totalitären Regimes und litt unter seinem zunehmend enger werdenden Handlungsspielraum.

## Gedenken

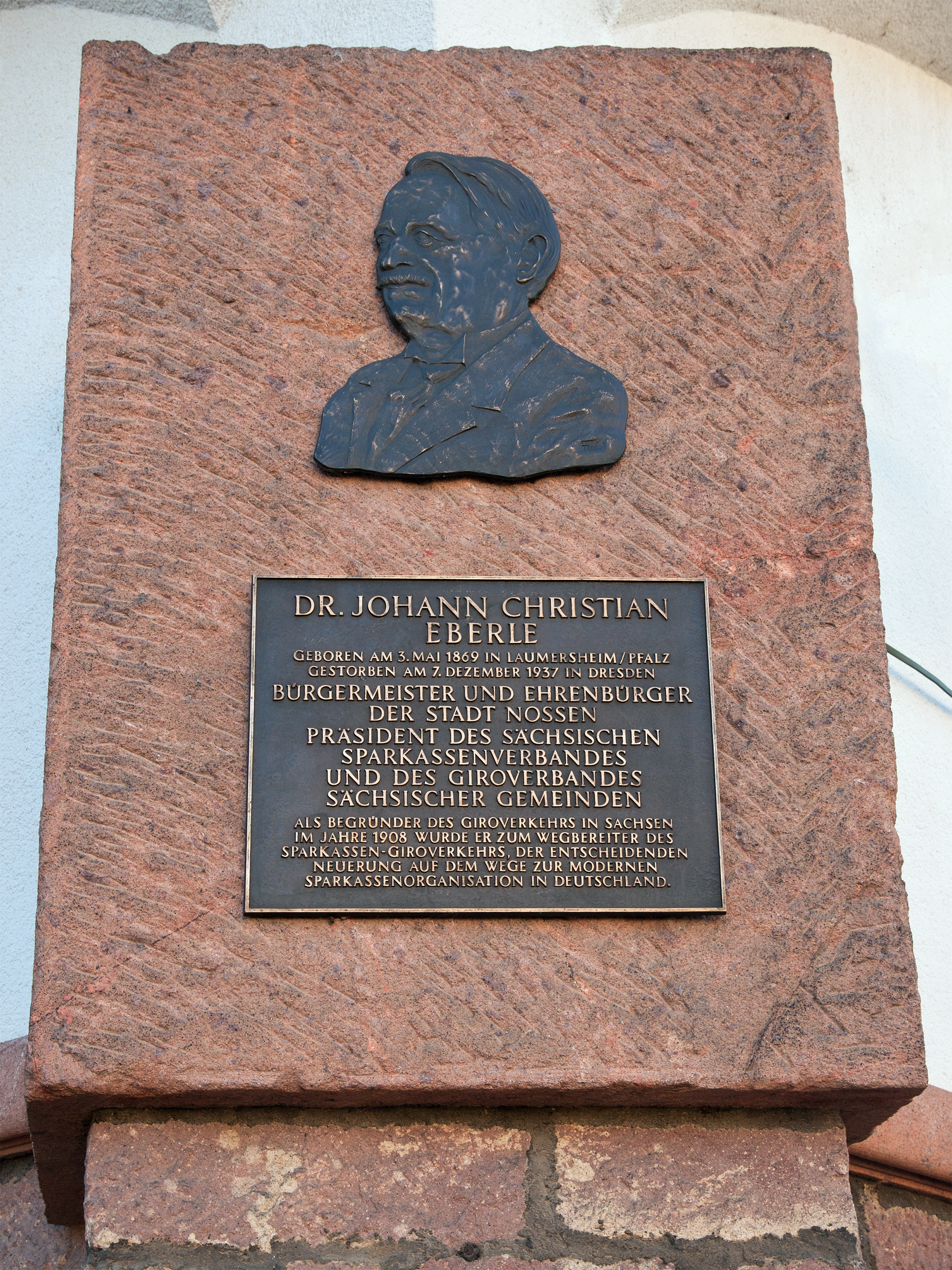
Gedenktafel für Johann Christian Eberle am Rathaus Nossen

### Dr.-Johann-Christian-Eberle-Medaille
An Eberle erinnert die Dr.-Johann-Christian-Eberle-Medaille in Feingold, die höchste Auszeichnung des deutschen Sparkassenwesens. Verliehen wurde sie unter anderem an Albert Heitjans, Hermann Oxfort, Heinrich Austermann, Josef Schürgers, Gerd Wixforth, Bernhard Halbe, Hermann Böhrnsen, Clemens Lindemann, Michael Ermrich, Alfons Galette, Günter Cronau, Werner Stump, Holger Müller, Franz Josef Kayser, Rolf Gerlach, Adolf Gandner, Wally Feiden, Herbert Thomas King, Herbert Schütt, Manfred Lang und Annemarie Reichenberger.

### Eberle-Butschkau-Stiftung
Eberle ist (Mit-)Namenspate der Eberle-Butschkau-Stiftung, des Studentenförderungsprogramms der Sparkassen-Finanzgruppe.

### Ehrenbürger von Nossen
Eberle wurde für seine Verdienste als Bürgermeister zum Ehrenbürger der Stadt Nossen ernannt.

### Straßenwidmungen
In etlichen deutschen Kommunen wurden Straßen nach Eberle benannt, so die Eberlestraße in München-Solln oder in Augsburg-Pfersee.

## Schriften
- Johann Christian Eberle: Dr. Eberle spricht. Schriften, Reden, Aufsätze zur Erneuerung der Sparkassen. Deutscher Sparkassenverlag, Stuttgart 1959.
- Johann Christian Eberle: Der angemessene Preis. Ein Vorschlag zur Reform des Submissionswesens von Bürgermeister Dr. Eberle, Mitglied des Submissionsamtes der Mittelstands-Vereinigung im Königreich Sachsen. 3. Aufl., Leipzig 1912.